# Acacia spadicifera
Acacia spadicifera é uma espécie de leguminosa do gênero Acacia, pertencente à família Fabaceae.